# Arlene Clemesha
 Arlene Elizabeth Clemesha   (Guaratinguetá, 18 de dezembro de 1972) é uma historiadora brasileira, filha de uma brasileira e de um britânico, Mestre e doutora em História, faz pesquisas sobre a questão judaica e a história da Palestina moderna. É autora de livros e vários artigos relacionados ao tema publicados dentro e fora do Brasil, entre os quais: Marxismo e Judaísmo (1998), Palestina 1948-2008. 60 Anos de Desenraizamento e Desapropriação (2008), "Edward Said: uma herança árabe internacionalista" (2005), A imigração árabe no Brasil (2010), Uma educação para preservar a identidade palestina (2006), Mandato Britânico na Palestina (2002), e "A questão israelo-palestina" (2002).
Faz parte do grupo de comentaristas do Jornal da Cultura.

## Obras publicadas
- Marxismo e Judaísmo (1998) ISBN 85-85934-29-8
- Mandato Britânico na Palestina (2002)
- A questão israelo-palestina (2002)
- 25 de Outubro de 1917: A Revolução Russa (2005) ISBN 8504008835
- Edward Said: uma herança árabe internacionalista (2005)
- Uma educação para preservar a identidade palestina (2006)
- Palestina 1948-2008: 60 anos de desenraizamento e desapropriação (2008)
- A imigração árabe no Brasil (2010)